# Vilém Zajíc z Hazmburka (1393)
Vilém Zajíc z Hazmburka († 1393) byl český šlechtic z rodu Zajíců z Hazmburka.
Vilémovým otcem byl Zbyněk Zajíc z Hazmburka, který roku 1335 získal hrad Hazmburk od krále Jana Lucemburského a učinil z něj hlavní rodové sídlo. Zbyněk se oženil s jakousi Adlou a podruhé s Rynkou z Landštejna, ale není jasné, která z manželek byla Vilémovou matkou.
Vilém měl dva starší bratry Jana a Zbyňka († 1357). Jako pro nejmladšího pro něj byla rodiči určena církevní kariéra. Stal se kanovníkem několika kostelů, ale po otcově smrti zdědil rozsáhlý majetek, o který se dělil se svým synovcem Mikulášem Zajícem z Hazmburka, synem bratra Jana. Majetek nejprve spravovali v nedílu, ale roku 1379 se rozdělili. Mikuláš získal Budyni nad Ohří, zatímco Vilém si ponechal Hazmburk.
Vilém se oženil s Annou z Libochovic, se kterou měl devět dětí:
- Jitka ∞ Jindřich Berka z Dubé
- Eliška ∞ Vznata Hecht z Rosic
- Anna ∞ Jan z Mulheimu
- Zbyněk Zajíc z Hazmburka († 1411), pražský arcibiskup
- Oldřich († 1415)
- Vilém († 1436) ∞ Anna z Bezkovic
- Mikuláš († 1459) – majitel Kosti a Návarova
- Jaroslav ∞ Markéta
- Jan